# Gustav Wetterström
Karl Gustaf Evert „Gustav“ Wetterström (* 15. Oktober 1911 in Norrköping; † 16. November 1991 ebenda) war ein schwedischer Fußballspieler. Der Stürmer gewann mit IK Sleipner 1938 den schwedischen Meistertitel und nahm im selben Jahr an der Weltmeisterschaftsendrunde teil.

## Werdegang
Wetterström spielte ab seinem Debüt im April 1932 gegen Örgryte IS für IK Sleipner in der Allsvenskan. Am Ende der Spielzeit 1932/33 stieg er mit der Mannschaft aus der schwedischen Eliteserie ab, schaffte aber mit fünf Punkten Vorsprung auf Djurgårdens IF den Staffelsieg in der zweiten Liga. Nachdem sich der Klub gegen IK Brage nach einem 3:3-Unentschieden und einem 3:2-Heimerfolg in den Aufstiegsspielen durchgesetzt hatte, ging er erneut in der höchsten Spielklasse auf Torejagd. An der Seite von Harry Andersson, Tore Keller und Curt Hjelm gehörte er zu den torgefährlichen Spielern des Klubs, die ihn nach zwei Jahren im hinteren Mittelfeld in der Spielzeit 1936/37 hinter Meister AIK – die im Vorjahr ins Råsundastadion nach Solna umgezogene Mannschaft hatte neun Punkte Vorsprung – auf den zweiten Tabellenplatz führten. Die anschließende Spielzeit 1937/38 verlief erfolgreicher. Zwölf der 22 Saisonspiele gestaltete der Klub siegreich und distanzierte zum Saisonende das punktgleiche Trio Helsingborgs IF, Landskrona BoIS und IF Elfsborg auf die Plätze. Gekrönt wurde der Gewinn des Von-Rosens-Pokals durch die Nominierung für die Weltmeisterschaftsendrunde im selben Jahr.
Bereits im September 1934 hatte Wetterström in der schwedischen Nationalmannschaft debütiert, als diese der finnischen Landesauswahl mit einer 4:5-Niederlage unterlag. Zunächst war dies sein einziges Länderspiel geblieben, erst im Rahmen der Qualifikation zur Weltmeisterschaft 1938 stand er im Juni 1937 zum zweiten Mal im Nationaljersey auf dem Platz – den 7:2-Erfolg über Estland krönte er mit einem Hattrick zwischen der 73. und 84. Spielminute. Damit hatte sich die Auswahlmannschaft bereits vor dem abschließenden Spiel gegen die Auswahl des deutschen Reiches – bei der 0:5-Niederlage wurde er nicht berücksichtigt – die Teilnahme gesichert. An der Seite seiner Vereinskameraden Tore Keller, Harry Andersson und Arne Linderholm stand er schließlich im Kader für die Endrunde. Nach dem Anschluss von Österreich an das Deutsche Reich fiel das vorgesehene Auftaktspiel gegen die österreichische Nationalelf aus, so dass die Schweden zum Auftakt im Viertelfinalspiel gegen Kuba antreten mussten. Die überforderten Amerikaner kamen bei Regen kaum zurecht und gingen regelrecht unter. Zwischen der 32. und der 44. Minute erzielte Wetterström einen lupenreinen Hattrick, der nach Kellers Führungstor einen 4:0-Halbzeitstand bedeutete. In den letzten zehn Spielminuten schossen die Nordeuropäer vier weitere Tore, Nationalmannschaftskollege Keller traf beim 8:0-Sieg insgesamt ebenfalls drei Mal. Manche Quellen behaupten Wetterström habe in dem Spiel vier Mal getroffen, das ihm teilweise zugesprochene 8:0 erzielte jedoch nach offiziellen FIFA-Angaben sein Vereinskamerad Andersson. Im Halbfinale gegen Ungarn erzielte Arne Nyberg zwar den frühen Führungstreffer für Schweden, letztlich mussten sie sich mit 1:5 geschlagen geben. Auch im Spiel um den dritten Platz gegen Brasilien lagen sie, dieses Mal sogar mit 2:0, in Führung, verließen den Platz aber als Verlierer.
War Wetterström beim abschließenden Spiel der WM nicht für Schweden aktiv gewesen, bestritt er zwei Tage später beim 1:0-Erfolg über Dänemark sein siebtes Länderspiel. Dies war auch das letzte Mal, dass der siebenfache Nationalmannschaftstorschütze im Nationaljersey auflief. Für seinen Klub war er in den folgenden Jahren weiterhin aktiv, die Mannschaft konnte den Erfolg jedoch nicht bestätigen und rutschte in der Meisterschaft stetig ab. Am Ende der Spielzeit 1940/41 stieg sie aus der ersten Liga ab. Über den weiteren Lebensweg Wetterströms ist nichts bekannt, auf einem aus dem Jahr 1942 datierenden Mannschaftsfoto von IK Sleipner ist er bereits nicht mehr zu sehen.